# Rellotge astronòmic d'Estrasburg

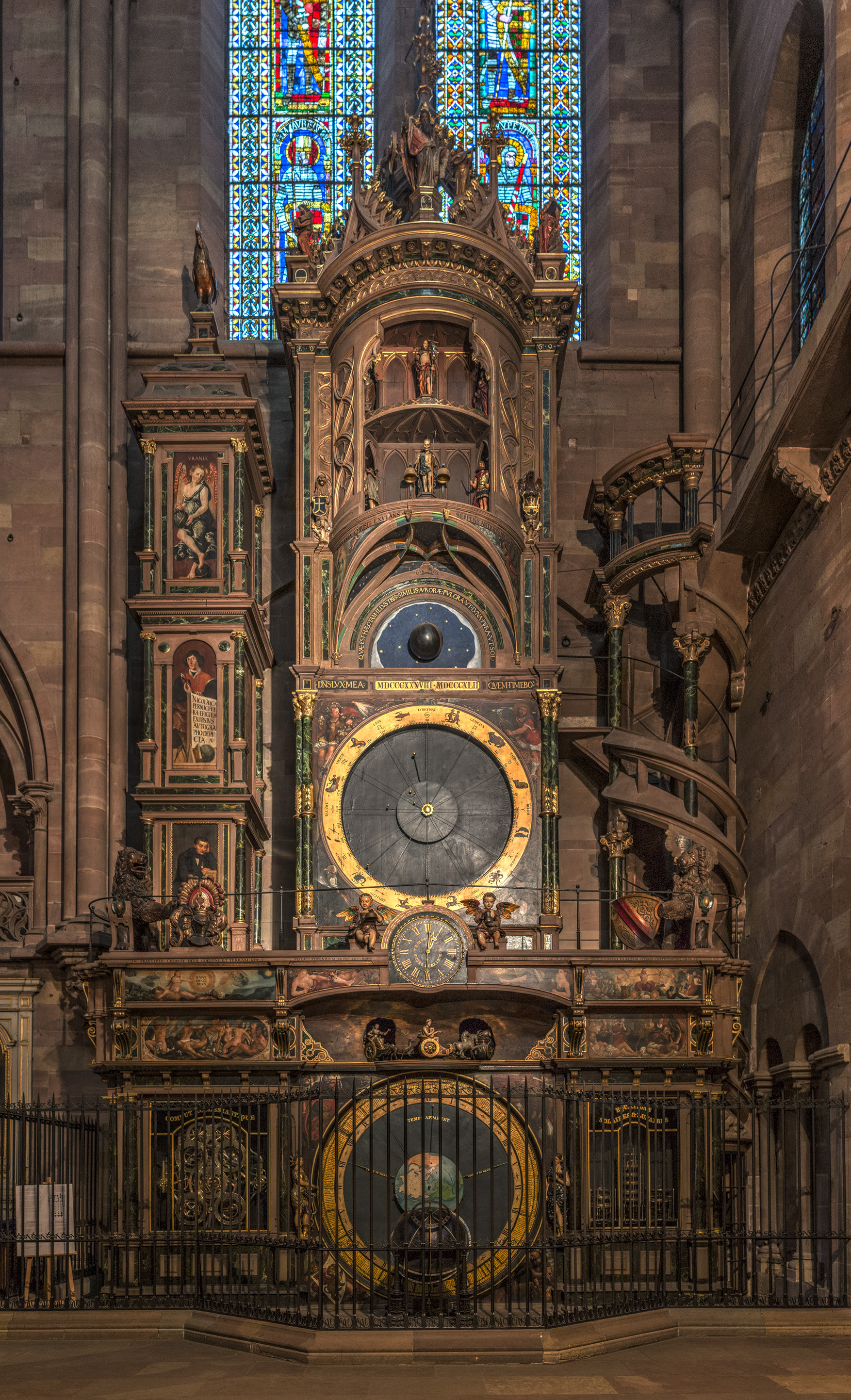
Vista general

El rellotge astronòmic de la catedral de Nostra Senyora d'Estrasburg, ricament decorat, data del s. XVI i es considera "monument històric" de l'estat francès des del 15 abril de 1987.

## El primer rellotge

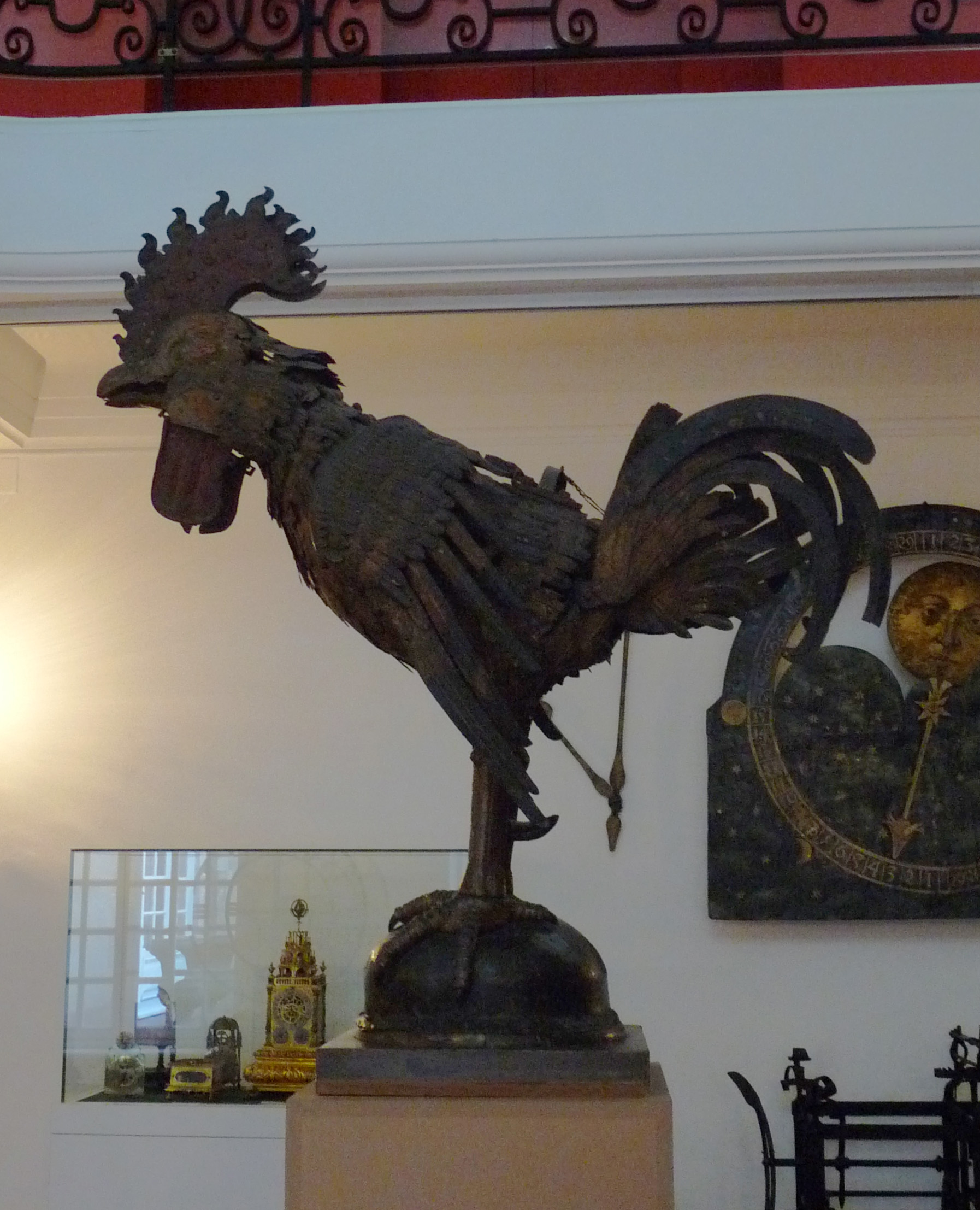
Gall autòmat del primer rellotge (cap a 1350)

Anteriorment, hi havia un altre rellotge construït entre 1352 i 1354, anomenat dels "Tres Reis", que va deixar de funcionar al començament del s. XVI. En resta un gall autòmat fet de fusta policroma i ferro forjat, que s'exhibeix a la sala de rellotges del Museu d'Arts Decoratives d'Estrasburg. És la màquina autòmat més antiga conservada a Occident.

## El rellotge de Dasypodius

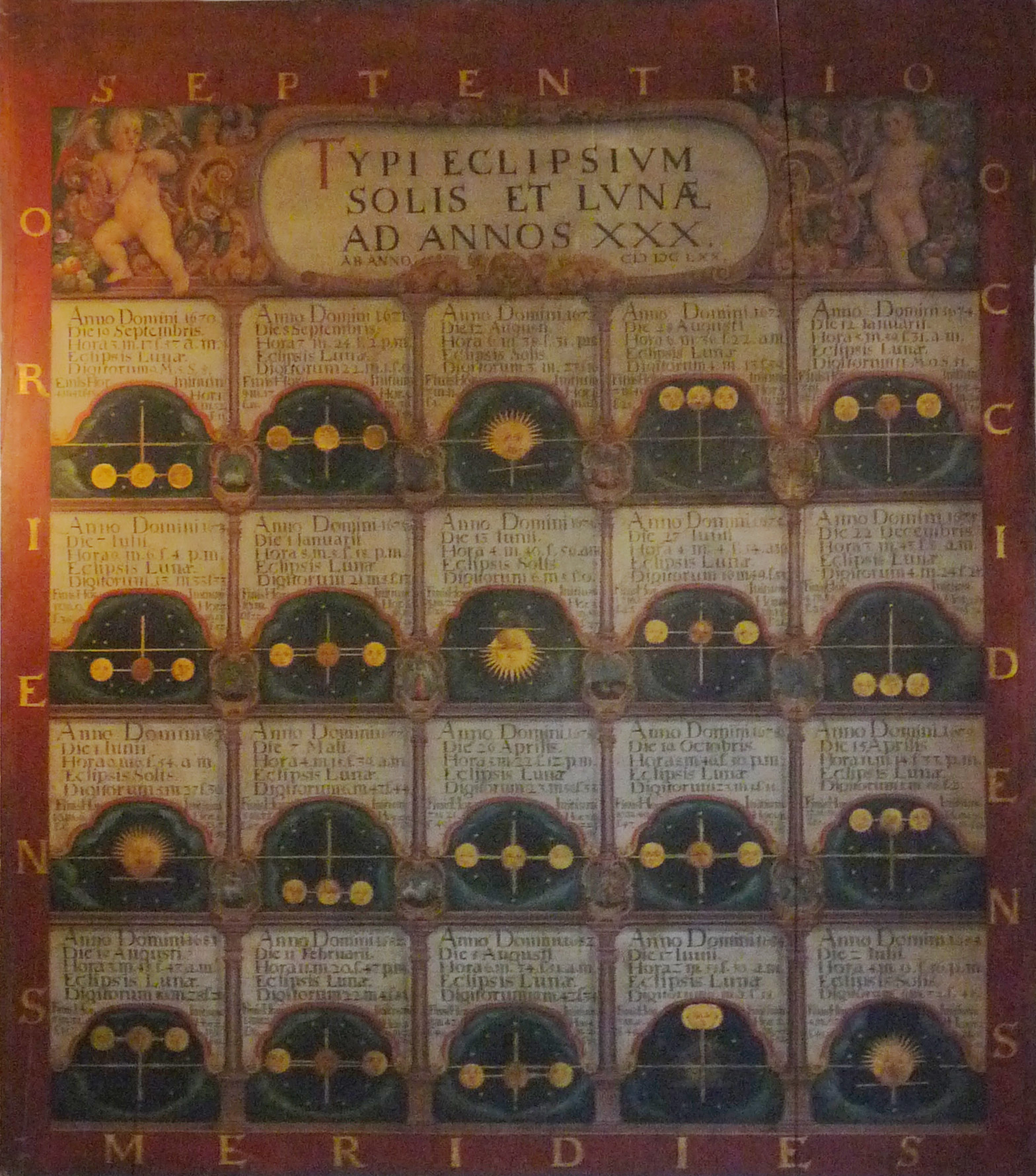
Plafó dels eclipsis de sol i lluna

Entre 1547 i 1574 se'n feu un segon rellotge, obra dels matemàtics Christian Herlin i Conrad Dasypodius, dels germans rellotgers Habrecht i del pintor suís Tobias Stimmer.
Era un rellotge astronòmic i, per tant, indicava el moviment dels planetes sobre un astrolabi. Incloïa un calendari perpetu amb les festes movibles en un període de 100 anys. També s'hi havia pintat els eclipsis en plafons.
El rellotge Dasypodius deixà de funcionar un poc abans de la Revolució francesa i estigué parat fins a 1838.

## Transformació del rellotge per Schwilgué

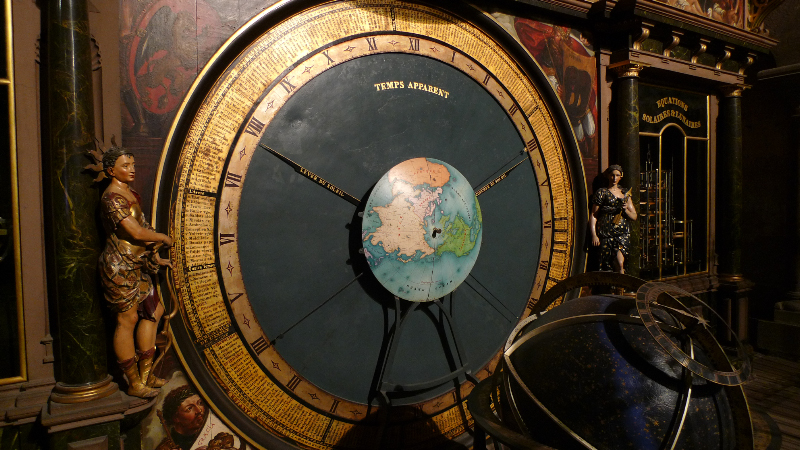
El temps aparent

De 1838 a 1842, fou transformat per Jean-Baptiste Schwilgué (1776-1856), un alsacià autodidacte que fou aprenent de rellotger, professor de matemàtiques, verificador de pesos i mesures i, finalment, contractista. La il·lusió de Schwilgué des de molt jove era reparar rellotges.
El tercer i actual rellotge conté nous mecanismes inserits en l'aparador del segon rellotge, que data del s. XVI. Tots els dials en són nous, però les funcions del rellotge de Schwilgué difereixen poc de les del vell rellotge, tret de la desfilada dels apòstols, abans inexistent.

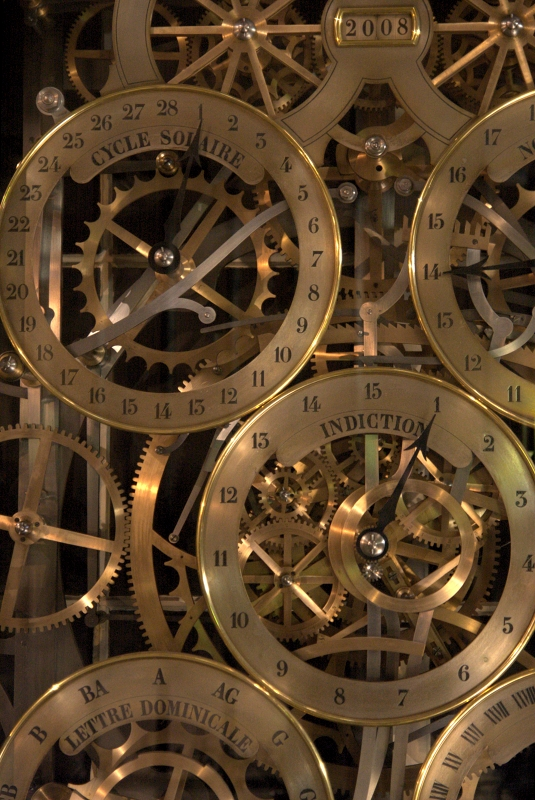
Detall del còmput eclesiàstic

El rellotge de Schwilgué té les mateixes funcions que el de Dasypodius, però millorades. Mentre que el vell rellotge indicava les festes movibles per endavant en un període de cent anys, el nou rellotge determina les festes movibles de l'any següent i a final de cada any. Podem considerar aquest còmput eclesiàstic com un calendari perpetu. La data de Pasqua és senzilla de definir i s'adoptà en el concili de Nicea de l'any 325.
Tot es complicà amb la introducció del calendari gregorià del 1582. Schwilgué fou el primer que calculà mecànicament les dates de Pasqua (1821) sobre un prototip conclòs al 1816, que desaparegué després de la Segona Guerra Mundial. Aquest mecanisme, el trobem, una mica més gran, a la part inferior esquerra del rellotge actual.
Alguns rellotges astronòmics s'han inspirat en el de Schwilgué, com ara el de Jens Olsen a Copenhaguen, o el de Chauvin. Els rellotges astronòmics de Besançon i de Beauvais fan càlculs ("computen"), però no són perpetus.
També conté autòmats que es mouen amb les hores, les mitges hores i els quarts.
Una vegada al dia, coincidint amb el migdia de l'hora local, les 12.30 h a l'hivern, a la planta superior del moble desfilen els 12 apòstols davant de Jesús, mentre canta i es mou un gall a la part superior esquerra del rellotge.
El rellotge indica molt més que l'hora oficial, ja que també permet conéixer el temps mitjà, el dia, el mes, l'any, el signe del Zodíac, les fases de la Lluna i les posicions dels planetes fins a Saturn.